# Кудинов, Юрий Анатольевич
Юрий Анатольевич Кудинов (17 мая 1946, Восточно-Казахстанская область, КазССР) — казахстанский государственный и общественный деятель.

## Биография
Юрий Анатольевич Кудинов родился 17 мая 1946 года в Восточно-Казахстанской области. 

### Образование
Окончил Усть-Каменогорский строительно-дорожный институт, по специальности инженер-механик.

### Трудовая деятельность
Юрий Кудинов начал свой трудовой пусть на предприятии треста «Лениногорсксвинецстрой» города Лениногорска, где за 20 лет прошел путь от механика до главного инженера и управляющего трестом. 11 лет из них он был управляющим трестом.
С декабря 1995 по 1997 год работал акимом Усть-Каменогорска.
С 2004 по 2008 год работал заместителем акима города Усть-Каменогорска.

### Награды
За время своей трудовой деятельности Кудинов Ю.А. был награжден медалями «Қазақстан Республикасының экология қаласына 30 жыл»; «Қазақстан Республикасының тәуелсіздігіне 10 жыл»; «Қазақстан Конституциясына 10 жыл». 
Почетный гражданин города Риддер.